# تایپ ۹۰ کیو-مارو
تایپ ۹۰ کیو-مارو (با کدگذاری کامل کیو-مارو-شیکی-سنشا) یک تانک اصلی میدان نبرد برای ارتش ژاپن (JGSDF) است که توسط شرکت صنایع سنگین میتسوبیشی به عنوان جایگزینی برای کلیه تانک‌های تایپ ۶۱ و تایپ ۷۴ طراحی و ساخته شد و در سال ۱۹۹۰ وارد خدمت گردید. این تانک قرار است با تانک تایپ ۱۰ جایگزین گردد.